# Mnioloma fuscum
Mnioloma fuscum là một loài rêu tản trong họ Calypogeiaceae. Loài này được (Lehm.) R.M. Schust. miêu tả khoa học lần đầu tiên năm 1995.